# Пасынково (Даниловский район)
Пасынково — деревня в Даниловском районе Ярославской области. Входит в состав Дмитриевского сельского поселения.

## География
Находится в северо-восточной части Ярославской области на расстоянии приблизительно 17 км на юг-юго-запад по прямой от железнодорожного вокзала города Данилова, административного центра района у трассы М-8.

## История
Деревня была отмечена еще на карте 1798 года. В 1859 году здесь (деревня Даниловского уезда Ярославской губернии) было учтено 15 дворов, в 1898 — 22.

## Население
Численность населения: 114 человек (1859 год), 58 (русские 98 %) в 2002 году, 25 в 2010.